# Henri Julien Allard

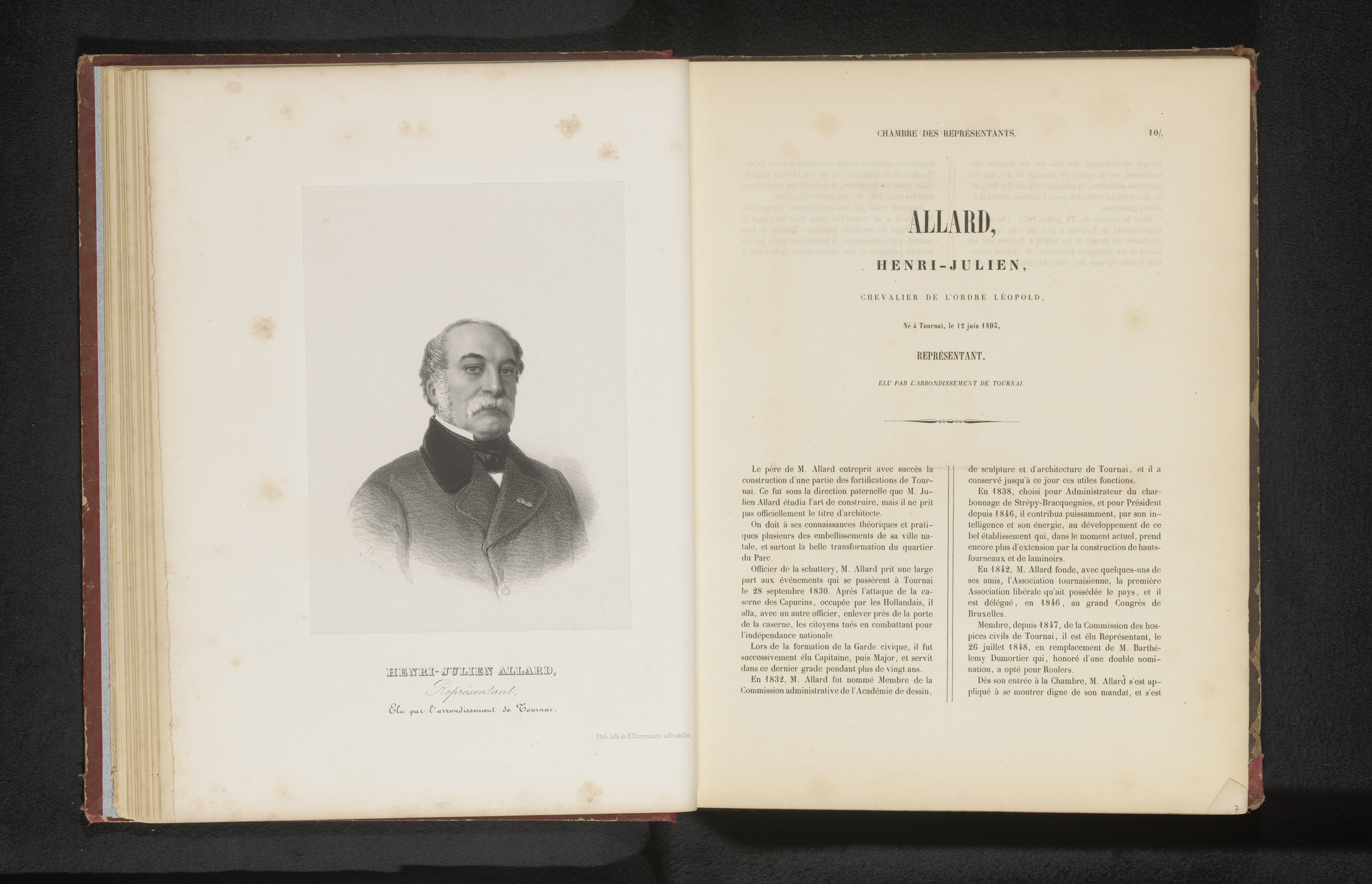
Henri Julien Allard

Henri Julien Allard (Doornik, 12 juni 1803 - 17 november 1882) was een Belgisch liberaal volksvertegenwoordiger

## Levensloop
Allard was de zoon van Lactance Allard, aannemer van bouwwerken, en van Sophie Vinchent. Hij trouwde met Catherine Pecquereau. Het gezin bleef kinderloos. Zijn broer, Lactance Allard (1779-1844) was lid van het Nationaal Congres en schepen van Doornik. Julien Allard nam deel aan de Belgische revolutie, als luitenant, vervolgens als kapitein van de Burgerwacht.
Na architectuurstudies werd Allard aannemer en brouwer (1828-1838). In 1838 werd hij bestuurder van de Société des charbonnages de Strépy-Bracquegnies, waaraan hij een vernieuwd dynamisme gaf. In 1848 werd hij voorzitter van de beheerraad.
In 1842 stichtte hij de Association libérale in Doornik. In 1848 werd hij verkozen tot volksvertegenwoordiger voor het arrondissement Doornik. Hij bleef dit mandaat uitoefenen tot een paar maanden voor zijn dood.
In 1868 werd hij gemeenteraadslid van Doornik en bleef dit tot aan zijn dood.